# ماتيا موستاشيو
ماتيا موستاشيو (بالإيطالية: Mattia Mustacchio) (17 مايو 1989 في إيطاليا - ) هو لاعب كرة قدم إيطالي في مركز الهجوم. شارك مع منتخب إيطاليا تحت 17 سنة لكرة القدم ومنتخب إيطاليا تحت 20 سنة لكرة القدم ومنتخب إيطاليا تحت 21 سنة لكرة القدم. أما مع النوادي، فقد لعب مع نادي أسكولي ونادي أنكونا ونادي برو فيرتشيلي ونادي بريشيا ونادي سامبدوريا ونادي فاريسي ونادي فيتشينزا.

## وصلات خارجية
- ماتيا موستاشيو على موقع الاتحاد الدولي (مؤرشف)  (الإنجليزية)
- ماتيا موستاشيو على موقع الاتحاد الأوربي (الإنجليزية)
- ماتيا موستاشيو على موقع قاعدة بيانات كرة القدم.إي يو (الإنجليزية)
- ماتيا موستاشيو على موقع Soccerway.com (الإنجليزية)
- ماتيا موستاشيو على موقع عالم كرة القدم.نت (الإنجليزية)